# Wim Jonk
Wilhelmus Maria Jonk (12 de octubre de 1966; Volendam, Países Bajos), o simplemente Wim Jonk, es un exfutbolista y entrenador neerlandés que jugaba como pivote.
Jugó con la selección de fútbol de los Países Bajos, además de jugar en varios equipos de la Eredivisie, de la Serie A y de la Premier League.

## Biografía
Jonk comenzó su carrera como futbolista en un club aficionado en su ciudad natal, el RKAV Volendam. Después firmó un contrato profesional con el FC Volendam en 1986. Ayudó con cinco goles al equipo a ascender a la Eredivisie en 1987.
En 1988 fichó por el Ajax Ámsterdam, en cuyo equipo estuvo hasta 1993. Durante su etapa en Ámsterdam disputó 96 partidos de liga y anotó 18 goles. Después fichó por el Inter de Milán y por el eterno rival del Ajax, el PSV Eindhoven en 1995. En el Inter disputó 54 encuentro y anotó 8 goles y en el Ajax jugó durante tres años y disputó 89 partidos con 20 goles anotados.
Jonk, junto a Jupp Heynckes, Dino Baggio, Stefan Pettersson, Iván Zamorano, Frédéric Kanouté y Radamel Falcao, pertenece al selecto grupo de jugadores que marcaron goles en dos finales distintas de la Copa UEFA. En la edición de 1992, marcó uno de los goles de Ajax ante Torino, con un bombazo de 25 metros. Dos años más tarde, cerró la victoria global del Inter por 2-0 ante Casino Salzburgo, con una exquisita definición por arriba del arquero.
Para terminar su carrera, viajó hasta Inglaterra para jugar en el Sheffield Wednesday durante tres años en los que jugó en 70 encuentros y marcó 3 goles.

## Selección nacional
Jonk hizo su debut con la selección neerlandesa en una victoria por 3-2 en un amistoso contra Austria el 27 de mayo de 1992.
En la Copa Mundial de la FIFA 1994 en los Estados Unidos, Jonk representó al equipo holandés de Dick Advocaat . Marcó el empate en la victoria por 2-1 en el grupo sobre Arabia Saudita , y otro gol de larga distancia en la victoria contra la República de Irlanda en los octavos de final.
Mientras estaba en el PSV, Jonk fue seleccionado por Guus Hiddink para la Copa Mundial de la FIFA 1998 en Francia, después de haber sido pasado por alto para la UEFA Euro 1996 . Jugó cinco de siete partidos y el equipo quedó cuarto.
Con el nombramiento de Frank Rijkaard como nuevo entrenador después del Mundial de 1998, Jonk jugó solo una vez más con Holanda en un amistoso contra Dinamarca el 18 de agosto de 1999. Terminó su carrera internacional con 49 partidos internacionales y 11 goles.

### Participaciones en Eurocopas
| Torneo        | Sede   | Resultado   |
| ------------- | ------ | ----------- |
| Eurocopa 1992 | Suecia | Semifinales |

### Participaciones en Copas del Mundo
| Mundial                        | Sede           | Resultado        |
| ------------------------------ | -------------- | ---------------- |
| Copa Mundial de Fútbol de 1994 | Estados Unidos | Cuartos de final |
| Copa Mundial de Fútbol de 1998 | Francia        | Cuarto lugar     |

## Clubes
| Club                | País         | Año       | Partidos | Goles |
| ------------------- | ------------ | --------- | -------- | ----- |
| FC Volendam         | Países Bajos | 1986-1988 | 59       | 28    |
| Ajax de Ámsterdam   | Países Bajos | 1988-1993 | 96       | 18    |
| Inter de Milán      | Italia       | 1993-1995 | 54       | 8     |
| PSV                 | Países Bajos | 1995-1998 | 89       | 20    |
| Sheffield Wednesday | Inglaterra   | 1998-2001 | 70       | 3     |

## Palmarés

### Campeonatos nacionales
| Título                        | Club              | País         | Año     |
| ----------------------------- | ----------------- | ------------ | ------- |
| Eredivisie                    | Ajax de Ámsterdam | Países Bajos | 1989-90 |
| Copa de los Países Bajos      | Ajax de Ámsterdam | Países Bajos | 1992-93 |
| Supercopa de los Países Bajos | Ajax de Ámsterdam | Países Bajos | 1993    |

### Copas internacionales
| Título          | Equipo            | País         | Año     |
| --------------- | ----------------- | ------------ | ------- |
| Copa de la UEFA | Ajax de Ámsterdam | Países Bajos | 1991-92 |
| Copa de la UEFA | Inter de Milán    | Italia       | 1993-94 |